# Simone Künzl
Simone Künzl (* 28. März 1992 in Stuttgart) ist eine deutsche Poolbillardspielerin. 
Sie begann im Alter von 13 Jahren mit dem Poolbillardsport beim Billardverein BC Stuttgart 1891. Gleich im ersten Jahr konnte sie sich für die Deutsche Jugendmeisterschaft qualifizieren. Ihren ersten Titel auf der DJM konnte sie ein Jahr später im Jahre 2009 in der Disziplin 8-Ball erringen. Zwei weitere Titel kamen im Jahr 2010 in den Disziplinen 14/1 endlos und der Disziplin 8-Ball hinzu, wobei sie auch ihren Vorjahressieg im 8-Ball verteidigen konnte. Ebenfalls wurde sie bei der Erstausrichtung der Bundesmeisterschaften im 10-Ball in Sindelfingen Bundesmeisterin. Im Jahr 2013 erreichte sie bei den Deutschen Meisterschaften der Damen den zweiten Platz in der Disziplin 14/1 endlos.
Bei ihrer ersten Teilnahme bei der Jugend-Europameisterschaft 2009 in Bad Wildungen erreichte sie im 8-Ball den dritten Platz.
Die beiden größten Erfolge konnte Künzl im Jahr 2010 bei der Jugend-Europameisterschaft im niederländischen Leende mit dem Sieg in den Disziplinen 8-Ball und 10-Ball feiern.
Weiter konnte sie über 20 Landesmeistertitel in Baden-Württemberg und Bayern bei der Jugend und den Damen gewinnen.
Künzl wechselte im Jahr 2012 zum Billardverein BC Aalen, bei dem sie bis 2015 in der Oberliga in Baden-Württemberg spielte.
Im Jahr 2015 wurde sie von der DBU für die Poolbillard-Europameisterschaften der European Pocket Billiard Federation (EPBF) nominiert, die vom 12. bis zum 22. April 2015 in Vale do Lobo (Portugal) stattfanden.
Seit 2015 spielt sie beim bayrischen Bundesligaverein BSV Dachau. 
Ihr Spitzname in der Billardszene ist Moni.